# Halieutichthys caribbaeus
Halieutichthys caribbaeus is een straalvinnige vissensoort uit de familie van de vleermuisvissen (Ogcocephalidae). De wetenschappelijke naam van de soort is voor het eerst geldig gepubliceerd in 1896 door Garman.